# 米灌肠
米灌肠是以猪血拌上糯米和少许白酒、盐等配料填制出来的一种香肠，盛行于滇西北各民族（白族、彝族、纳西族等）中。白语称米灌肠为sit zond。新鲜米灌肠一般不直接食用，需要放置数月。米灌肠外观比一般香肠粗大，呈黑褐色，可蒸食或者切片煎食。味道香极，但略有猪血腥味。